# Paulo Victor (futebolista)
Paulo Victor Barbosa de Carvalho, ou simplesmente Paulo Victor (Belém, 7 de junho de 1957), é um ex-futebolista brasileiro que atuava como goleiro.

## Carreira

### Início, no futebol brasiliense
Belenense radicado em Brasília, Paulo Victor foi jornaleiro antes de iniciar sua carreira no CEUB do Distrito Federal em 1974. A equipe universitária converteu-se no início da década de 1970 no único clube brasiliense de futebol profissional, representando o Distrito Federal nas edições de 1973, 1974 e 1975. Paulo Victor foi promovido ao time principal exatamente no que acabou sendo a derradeira participação do CEUB no certame, em 1975.
O CEUB teve um desempenho elogiável, logrando pontos fora de casa contra Grêmio e Portuguesa, mas insuficiente para avançar à segunda fase e declinando na repescagem. Em 1976, o campeonato do Distrito Federal voltaria a ser profissional e seu campeão seria o representante local no Brasileirão daquele ano. O CEUB venceu os dois primeiros turnos, o que ainda não bastava para finalizar o torneio, significando apenas pontos extras para um terceiro e último turno, cujo calendário não conciliaria com a realização do campeonato nacional na visão da Confederação Brasileira de Desportos. Ela exigiu a criação de um torneio extra e rápido para definir o representante, acertando que o campeão distrital de 1976 teria reservada a vaga no Brasileirão de 1977. O vencedor do torneio extra foi o Brasília.
O CEUB não aceitou, criando uma demanda judicial que acabaria por fazer a vaga brasiliense ser repassada ao Estado de São Paulo, e desinteressou-se em continuar a participação no certame distrital de 1976. Seus pontos foram anulados e o torneio adiante foi vencido pelo Brasília, que viria a absorver os nomes revelados pelo CEUB, dentre eles o de Paulo Victor.

### Fluminense e seleção
Depois de passar por outros pequenos clubes, o goleiro, que tinha por costume usar camisas de tom azul, foi contratado em 1981 pelo Fluminense, iniciando marcante trajetória no clube.
Foi tricampeão carioca em 1983/1984/1985 e campeão brasileiro de 1984, tendo tido no Campeonato Brasileiro de 1984 uma média de apenas 0,5 gols, com 12 gols tomados em 24 jogos, a média de gols mais baixa dos goleiros do Fluminense em campeonatos brasileiros. Carismático com a Torcida Tricolor, tornou-se o segundo goleiro que mais defendeu as cores da equipe, atrás apenas de Castilho.
Entre 1981 e 1988, disputou 361 partidas pelo Fluminense, com 174 vitórias, 109 empates e 78 derrotas, sofrendo 286 gols, média de apenas 0,79 por partida. Contra o Flamengo entrou em campo 23 vezes, com oito vitórias, dez empates e cinco derrotas.
Disputou oito jogos pela Seleção Brasileira e foi à Copa do Mundo de 1986, como reserva de Carlos.

### No futebol paraense
Já veterano, Paulo Victor defendeu pela primeira vez equipes da terra natal, jogando pelos dois principais clubes do Pará. No Remo, esteve na campanha que ascendeu os azulinos pela última vez à primeira divisão do Campeonato Brasileiro de Futebol; foi na segunda divisão de 1992, na edição em que doze times foram promovidos em regulamento interpretado como que feito para beneficiar o Grêmio. Paulo Victor, porém, não continuou no clube, vindo a defender no ano seguinte o rival Paysandu, sem ter o mesmo êxito.

### Final da carreira
Em 1994, seu último ano como jogador, jogando pelo Volta Redonda, defendeu um pênalti contra seu clube de coração, o Fluminense, cobrado pelo atacante Ézio, e foi ovacionado pela torcida rival.
Atualmente, o ex-goleiro é comentarista esportivo em Brasília, pelo canal SporTV. Também trabalhou na Secretaria de Esportes do Governo do Distrito Federal.

## Títulos
Fluminense
- Campeonato Carioca: 1983, 1984 e 1985;
- Campeonato Brasileiro: 1984;
- Taça Guanabara: 1983 e 1985;
- Torneio de Seul: 1984;
- Torneio de Paris de Futebol: 1987;
- Copa Kirin: 1987;
- Campeonato Brasileiro da Série B: 1990;
- Trofeo de La Amistad (Paraguai) : 1984 (Club Cerro Porteño versus Fluminense);
- Taça Amizade dos Campeões (Luanda, Angola): 1985 (Petro Atlético versus Fluminense);
- Taça Independência (DF)- (Taguatinga versus Fluminense) - 1982;
- Troféu ACB - 75 anos (Fluminense versus Bangu) - 1982;
- Taça Associação dos Cronistas Esportivos - 1983;
- Taça O GLOBO - (Flu versus Corinthians) - 1983;
- Troféu Gov. Geraldo Bulhões - 1984;
- Taça Francisco Horta - (Flu versus Santo  André) - 1984;
- Troféu Prefeito Celso Damaso - 1985;
- Taça Sollar Tintas (Fluminense versus America)- 1985;
- Taça 16 anos da Tv Cultura - (Avaí versus Fluminense) - 1986;
- Troféu Governo Miguel Abraão - 1987;
- Troféu Lions Club - (Fluminense versus Vasco) - 1987.